# Lista di college e università in Rhode Island

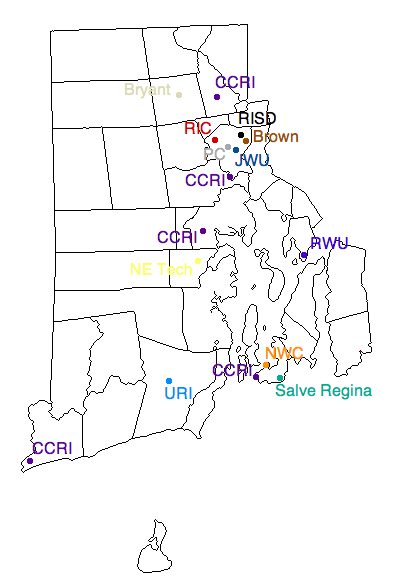
Mappa dei college e delle università in Rhode Island

La seguente è una 'lista di college e università in Rhode Island]. Al momento, nello stato del Rhode Island sono presenti 12 istituzioni universitarie.
L'istituzione più antica dello stato del Rhode Island è la Brown University, che fa parte della Ivy League. Mentre, l'istituzione che ha ricevuto l'accreditamento più recente è il Community College of Rhode Island, fondato nel 1964.

## College e università
Tutte le istituzioni universitarie incluse nella lista sono accreditate dalla New England Association of Schools and Colleges.

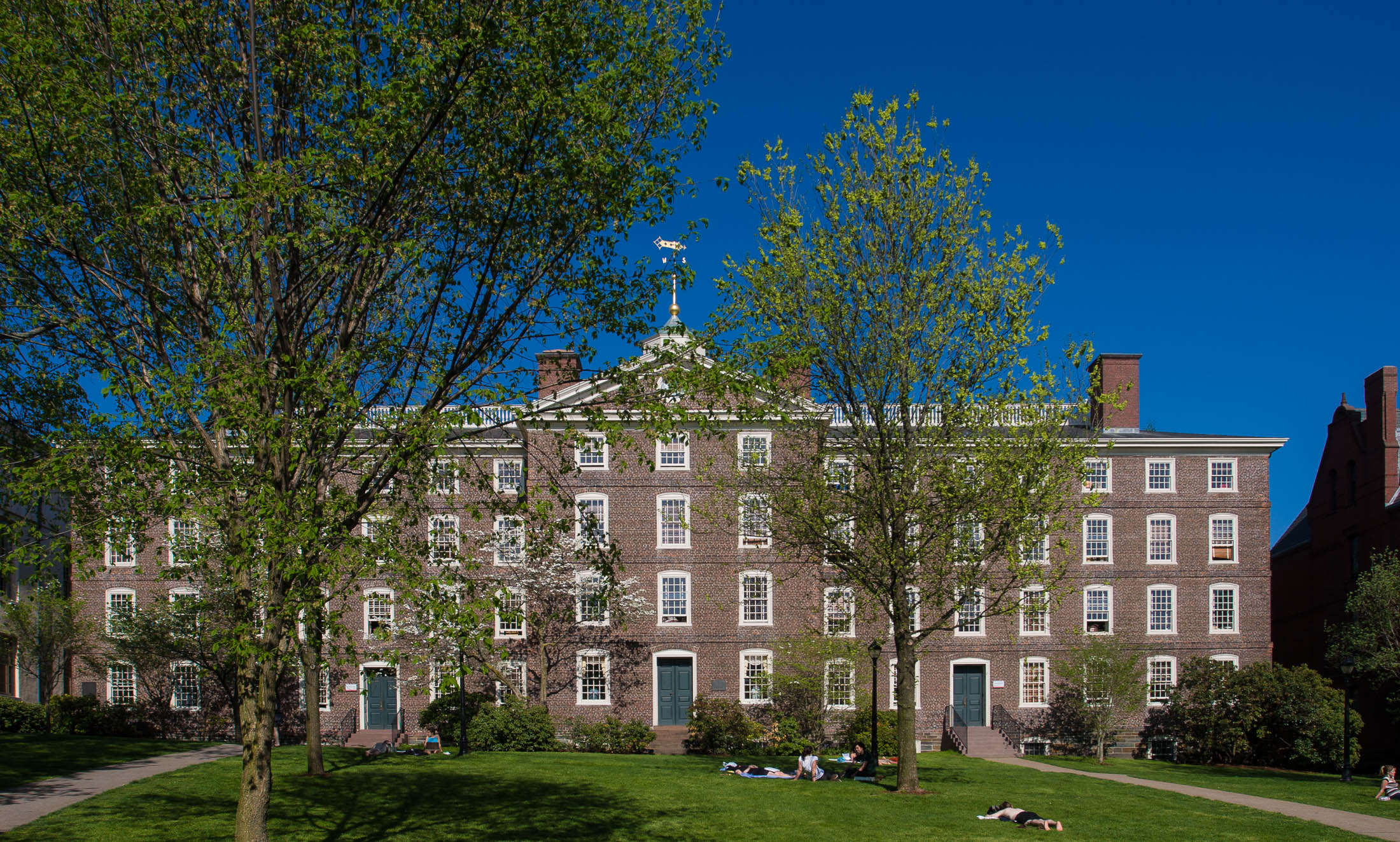
Brown University Hall

| Scuole                              | Sede(i)        | Tipo                | Carnegie Classification           | N. immatricolati (2016) | Fondazione |
| ----------------------------------- | -------------- | ------------------- | --------------------------------- | ----------------------- | ---------- |
| Brown University                    | Providence     | Privata             | Doctoral university               | 9 781                   | 1764       |
| Bryant University                   | Smithfield     | Privata             | Master's university               | 3 698                   | 1863       |
| Community College of Rhode Island   | 6 sedi         | Pubblico            | Associate's college               | 15 101                  | 1964       |
| Johnson & Wales University          | Providence     | Privata             | Master's university               | 9 324                   | 1914       |
| Naval War College                   | Newport        | Pubblico (Federale) | Master's university               | 562                     | 1884       |
| New England Institute of Technology | East Greenwich | Privato             | Baccalaureate/associate's college | 2 962                   | 1940       |
| Providence College                  | Providence     | Privato (Cattolico) | Master's university               | 4 568                   | 1917       |
| Rhode Island College                | Providence     | Pubblico            | Master's university               | 8 466                   | 1854       |
| Rhode Island School of Design       | Providence     | Privata             | scuola d'arte                     | 2 477                   | 1877       |
| Roger Williams University           | Bristol        | Privata             | Master's university               | 5 624                   | 1956       |
| Salve Regina University             | Newport        | Privata (Cattolica) | Master's university               | 2 746                   | 1934       |
| University of Rhode Island          | Kingston       | Pubblico            | Doctoral university               | 17 822                  | 1892       |